# Enrique Collazo
Enrique Collazo est un boxeur portoricain né le 5 octobre 1988.

## Carrière
Sa carrière amateur est marquée par une médaille d'or aux Jeux d'Amérique centrale et des Caraïbes à Mayaguez en 2010 dans la catégorie poids moyens.

## Palmarès

### Jeux olympiques
- Qualifié pour les Jeux olympiques de 2012 à Londres, Angleterre.

### Jeux d'Amérique centrale et des Caraïbes
- Médaille d'or en -75 kg en 2010 à Mayaguez